# Dichromopsyche goodi
Dichromopsyche goodi är en fjärilsart som beskrevs av Clench 1959. Dichromopsyche goodi ingår i släktet Dichromopsyche och familjen säckspinnare. Inga underarter finns listade i Catalogue of Life.